# Now財經台

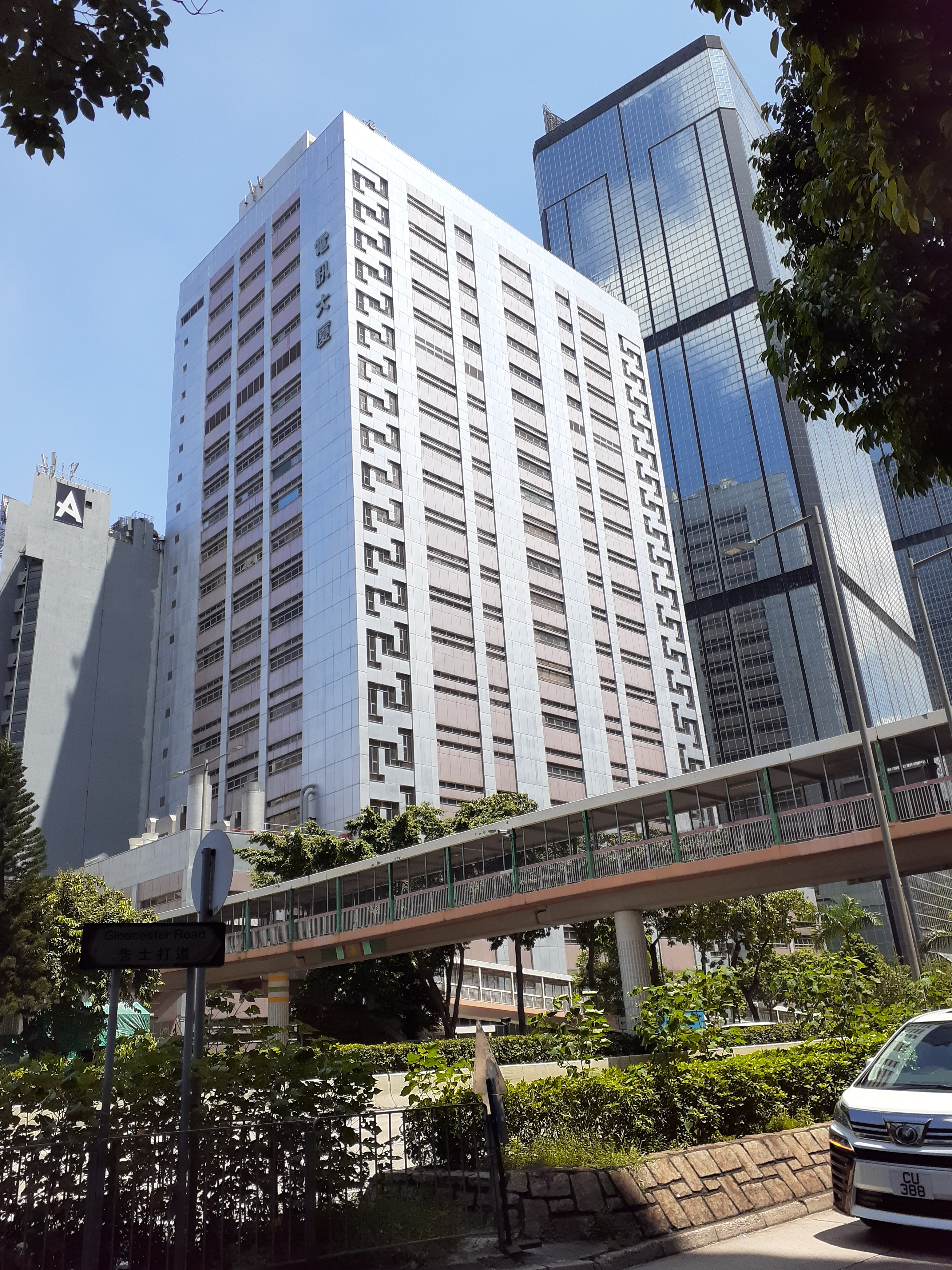
now財經台直播新聞中心 - 灣仔電訊大廈

now財經台（第333頻道），是香港now TV首個自製的電視頻道，於2006年3月20日09:00啟播，同日10:00正式開台。now財經台是24小時財經新聞頻道，其直播新聞中心位於香港灣仔電訊大廈，亦於香港交易所設有直播室。每個港股交易日交易時段直播，緊貼香港股市情況，該台其中一個特點是設有全港首創之電視報價服務，觀眾只需透過遙控器，便可在電視螢幕得到一小時延遲金股匯市免費報價服務，同時在2006年8月3日起，觀眾亦可付費訂購即時報價服務；另外由2006年9月6日起，觀眾更可付費訂購now財經台自選服務，隨時收看該台的精選節目《大鳴大放》、《樓市每日睇》及《環球金融快線》，平日亦設有新聞、財經、時事討論節目等，由2006年12月9日起，假日全日增設新聞報導，並重播部分精選與港台的電視節目。而在交易時段期間的新聞提要，則由2007年5月2日起全面取消。2007年10月24日，now新聞台啟播，now財經台播放的新聞報道時段改與now新聞台聯播，並開始播放在財經台單獨播放的《now財經新聞》。2010年9月20日，now財經台進行改革（主要是於now財經台直播室的玻璃窗加上磨紗），連帶now新聞台的資料列顯示亦同時出現改變，改革初期曾錯誤將財經節目的結尾改成「now新聞台製作」。
頻道之競爭對手為無綫電視旗下的TVB Plus和奇妙電視旗下的HOY資訊台。
此台的所有電視和拍攝畫面，使用Sony XDCAM拍攝並以Professional Disc媒介儲存，雖然XDCAM支援高清製作，但now新聞及財經台只製作標清節目及高清廣告於其他高清台作廣告用。
在2007年8月1日開始的每個港股交易日，電訊盈科提供了now財經台免費節目試看服務。觀眾同時可以透過衛星天線接收亞洲衛星3S號C-band，收看now衛星台，在每個港股交易日於08:30-24:00時段播放now財經台的節目（約延遲2分鐘）。
2015年11月30日起，now財經台改以16:9標清格式廣播，亦在財經新聞片段加上字幕，但無跟隨now直播台（331頻道）及now新聞台（332頻道）成為免費頻道。2016年4月6日起，now財經台更從「一站式套餐」中被剔除。
2017年11月起，為慶祝now新聞台啟播十週年，新聞台及財經台辦公室開始裝修及改變樓層，包括會提供高清廣播，財經台使用新直播室，及改變財經台舊直播室樓層成now新聞中心使用。
2018年7月，為配合新聞台及財經台高清化最後準備，now財經新聞因高清準備關係而暫更改使用now新聞台直播室，7月30日的《環球金融快線》亦因高清化遲播出15分鐘。
2018年8月13日起，now財經台由正式由標清升級為高清及標清共享台號頻道。機頂盒版本資訊列新聞跑馬燈及台徽片首先在凌晨2時啟用，首個播放的高清節目為《經緯線》。同年12月3日，now財經台使用全新廠景。
因3月23日晚上Now新聞部一名男剪接師確診感染COVID-19，2020年3月24日至4月5日期間now財經台部分節目亦被迫暫停，包括《牛熊先機》、《交易時段》（11:00-12:00、13:00-15:00及《交易時段精華》）、《午間股評》、《收市檢討》、《Now財經新聞》及《樓市每日睇》暫停，而《港股今日睇》亦提前至22:00結束，並且所有節目暫時取消接聽家庭觀眾電話。now財經台受影響節目時段改為與now新聞台同步播映。而《交易時段》與ViuTV聯播時段（09:30-11:00、15:00-16:00）如常播映。3月30日起《收市檢討》恢復播映，惟提前至16:30結束。4月2日起，大部分節目恢復播出，但不包括《牛熊先機》、《交易時段》（13:00-14:00及《交易時段精華》）及《樓市每日睇》，而且恢復接聽家庭觀眾電話，至4月6日起恢復正常節目安排。
2021年3月起，配合nowTV全面與馬鐵穎終止合作，《牛熊先機》節目縮短至半小時，改為逢港股交易日09:00-09:30。而08:30-09:00恢復與now新聞台聯播《now早晨》。

## 資訊列及新聞跑馬燈
啟播初期，資訊列及新聞跑馬燈分別於畫面上方及下方顯示。資訊列底色為半透明黑色，依次顯示台標、一項主要指數及一項匯率。新聞跑馬燈分兩行顯示各股票最新報價，底色分別為白色及藍色，而藍色的一行於非港股交易日及星期六、日會改為顯示新聞。畫面右下方顯示時間（底色為橙色）、天文台總部溫度及濕度、當時生效警告及天色（底色為半透明黑色，隠約可見新聞跑馬燈，與新聞跑馬燈並排）。當有特別消息，會於畫面右方以黑底橫字顯示，並標示為「News Alert」。
2010年9月中起，資訊列及新聞跑馬燈仍然分別於畫面上方及下方顯示，但設計有所改變。資訊列底色改為藍色，依次顯示兩項主要指數及匯率。新聞跑馬燈分三欄兩行顯示，但並非貼近畫面邊緣。左邊一欄顯示台標及時間，底色為白色至黑色漸變，其中白色集中在右上一點。中間一欄最長，兩行均水平滾動顯示股票最新報價，底色分別為藍色及白色，而白色的一行於非港股交易日及星期六、日會改為顯示新聞。右方一欄滾動顯示天氣（包括當時生效警告（熱帶氣旋警告及暴雨警告信號則在資訊列左下方顯示）及天色、天文台總部溫度及濕度，底色為半透明淡藍色，隠約可見新聞跑馬燈）及一項或以上焦點股票/指數報價（只限港股交易日，名稱藍字白底，報價白字藍底）。《牛熊先機》及港股交易日《Now午間新聞》會在新聞跑馬燈右方一欄的上邊顯示開市倒數時間。在星期六、日非與Now新聞台聯播時段及播映資訊節目期間，會於資訊列左下方顯示節目名稱。
2015年11月30日起，now財經台及now新聞台改以16:9標清格式廣播後，資訊列及新聞跑馬燈設計完全改變，均並非貼近畫面邊緣。資訊列改為在右上方分兩欄顯示，左方一欄垂直滾動顯示當時生效警告以及溫度、或以上天文台總部最高或最低氣溫、濕度（熱帶氣旋警告及暴雨警告信號則在資訊列左邊顯示），底色為深藍色；右方一欄顯示時間，底色為白色。新聞跑馬燈分三欄顯示。左邊一欄顯示台標，底色為白色(並以中文及英文名稱顯示)。《牛熊先機》及港股交易日《Now午間新聞》會在台標上邊顯示開市倒數時間。中間一欄最長，水平滾動顯示股票最新報價，底色為白色。右方一欄顯示一項焦點股票最新報價、兩項主要指數及一項匯率，非港股交易日及星期六、日則只顯示一項主要指數或匯率。而當有特別新聞，會於畫面左上方以橙底黑字顯示，並標示為「News Alert」。
2017年3月22日起，增設顯示財經新聞跑馬燈底色為深藍色。
2018年9月17日起，逢港股交易日08:30-17:00採用類似彭博電視畫面構成，右方顯示焦點股票最新報價同新聞，下方以折線圖顯示主要指數、股票最新報價及匯率的走勢。而折線圖下面顯示天色、天氣警告、溫度、時間及垂直拉動形式顯示主要新聞。
播映贊助節目期間，或因技術問題，資訊列及新聞跑馬燈暫時未能顯示，會於畫面左上方顯示台標。
台標會暫時灰階化作哀悼，包括2008年5月19日至21日（汶川大地震全國哀悼日）、2010年8月26日（馬尼拉人質事件全港哀悼日）、2012年10月2日至4日（哀悼南丫海難死難者）、2022年11月30日晚上至12月6日（哀悼江澤民逝世）。

## 即時財經節目

### 《牛熊先機》（Pre-Opening）
每朝開市前，先為投資者來個瞻前顧後、主持會聯同各方專家會提示投資者左右市場之主要因素，總結外圍股市、金市、匯市、油價等表現。
為投資者提供入市貼士，開市是牛是熊，為你全面剖析。
播放時間：逢港股交易日09:00-09:30
節目初期於下午開市前亦設有播放，但自2018年起因財經台縮減製作而取消，2021年3月1日起取消環節《神州內望》並縮短節目至半小時
- 節目主持：不固定
  - 上午節目第一部分先由主持及嘉賓討論當日財經話題及讀出財經焦點，第二部分為《醒晨推介》的環節，由嘉賓推介心水股份。

### 《交易時段》（Trading Hour）
在港股交易時段為投資者提供最新市況。
掌握第一手早市資訊、緊貼市場走勢，為投資者提供全面股市資訊，並分析港股焦點。駐港交所記者和駐上海記者會為投資者提供最新港股和內地A股消息；亦會請來分析員及專家對談，分析股票、大戶和資金動向，提供證券行報告及投資評級摘要。分析歐洲和亞太地區股市表現，同時報道全球財經消息、匯市形勢、窩輪表現及滬深港通消息。

### 《午間股評》（Midday Market Wrap）
在中午收市時給予當天上午股評。
專家檢討上午股市整體表現，探討個別股票成敗得失；
專業分析員提供買賣資訊，助投資者進一步掌握股市走形、部署下午再戰。
播放時間：逢港股交易日12:00-12:20
節目初期與《交易時段》同樣設有主持，但自2018年起因縮減節目製作而取消主持。
- 駐港交所記者：財經記者／新聞主播
- 嘉賓主持：與當日《財經TOP SEARCH》嘉賓主持雷同

### 《收市檢討》（Market Wrap）
在全日收市後為投資者檢討當天市況及接聽投資者電話。
港股一天交易結束，專業分析員深入總結及分析當日股市；接聽投資者電話，運用數據及圖表，展望未來走勢、交流心得，為部署下一步作好準備。
播放時間：逢港股交易日16:00-16:50（下午休市除外；分為四個部分）
- 節目主持：不固定
- 嘉賓主持：（周一）姚浩然／（周二）沈慶洪／（周三）陳政深／（周四）陳錦興／（周五）伍禮賢
- 駐港交所記者：財經記者／新聞主播
- 《股市脈搏》環節主持：新聞主播
  - 節目第一部分進入《股票在線》環節，專業分析員會解答投資者電話／Whatsapp／SMS問題，提供多角度的技術分析，如股份的股價前景、何時上車及落車，以及協助觀眾解答決對股份的各種疑問，掌握股市走勢；第二部分交由駐港交所記者報道收市市況及與嘉賓分析市況，第三部分為《股市脈搏》環節，第四部分主持會報道財經新聞。

### 《now財經新聞》（Now Business News）
為觀眾提供港股收市表現、亞太區外圍財經新聞及最豐富和專業的財經資訊。
播放時間：港股交易日19:00-19:20（直播）、20:00-20:20、20:30-20:50、23:00-23:20（直播）、
深夜01:00-01:20、01:30-01:50、03:00-03:20、03:30-03:50、04:00-04:20、04:30-04:50、05:00-05:20、05:30-05:50。
- 主播：不固定

### 《港股今日睇》（Market Today）
逢港股交易日一天交易結束後，為觀眾總結港股當日形勢、請來各方嘉賓討論港股去向及股票市況、期指表現、分析技術圖表、追縱大戶動向。
嘉賓主持再次接聽觀眾電話／Whatsapp／SMS問題，運用數據展望未來走勢，作好部署，再戰明天。
播放時間：逢港股交易日21:30-22:30（翌日00:00-01:00重播）
- 節目主持：翁家揚／黃浩霖
- 嘉賓主持：（隔周一）鄭家華／（隔周一）阮子曦／（隔周二）唐牛／（隔周二）鄧聲興／（星期三）羅尚沛／（隔周四）李澤銘／（隔周四）林嘉麒／（隔周五）植耀輝／（隔周五）趙晞文

### 《環球金融快線》（Global Market Express）
為觀眾提供即時外國市況及討論外國經濟。

## 財經資訊節目

### 《樓市每日睇》（Property Daily）
《樓市每日睇》每日為觀眾提供樓市成交資料及請來嘉賓討論樓盤市況。
深入樓盤市場，請來地產界資深行家，提供獨到行內人貼士，報導及剖析每日樓市動態、最新一二手樓市資訊、成交紀錄，助置業人士把握最佳入市時機。
節目內更會為大家搜羅香港最新地產資訊，包括新盤介紹、二手放盤，以及特色的家居設計。
節目由中原地產特約。
2010年9月20日開始，節目時間加長至30分鐘；不過由2011年3月7日起，節目時間回復至20分鐘，並由直播改為預先錄影；2018年起取消節目主持。
播放時間（非港股交易日改播新聞）：逢港股交易日21:00-21:20首播，翌日02:00-02:20重播
各專題報導會於星期六、日09:30-10:00、17:30-18:00、星期一05:30-06:00播出的《一周睇樓團》（Property Weekly，由中原地產特約）作重播；亦會於《樓市指南針》後播出。
- 《最爆成交》環節記者：盧楚翹／李珈雯／彭樂程
- 節目安排：
  - （星期一）《樓市熱話》、《置業攻略》，《示位Show》、《放盤速遞》
  - （星期二）《樓市熱話》、《最爆成交》，《樓計飾》、《放盤速遞》
  - （星期三）《樓市熱話》、《生活情報》，《二手HOT PICK》、《放盤速遞》
  - （星期四）《樓市熱話》、《置業攻略》，《都會藍圖》、《放盤速遞》
  - （星期五）《樓市熱話》、《最爆成交》，《新屋入伙》、《放盤速遞》
- 《都會藍圖/新屋入伙》：星期一12:20-12:30、16:50-17:00、星期三12:50-13:00重播。
- 《示位Show/樓計飾》：星期二12:20-12:30及、16:50-17:00、星期四12:50-13:00重播。
- 《都會藍圖》：星期三港股交易日19:20-19:30、20:00-20:20、20:50-21:00、21:20-21:30、23:20-23:30、翌日01:20-01:30、01:50-02:00、02:20-02:30、03:20-03:30、03:50-04:00、04:20-04:30、04:50-05:00、05:20-05:30、05:50-06:00、翌工作日12:20-12:30及16:50-17:00重播（即當日《now財經新聞》後、《樓市每日睇》後、翌工作日《午間股評》後及《收市檢討》後重播）；星期六07:20-07:30、07:50-08:00。
- 《新屋入伙》：星期六08:20-08:30、08:50-09:00。
- 《示位Show》：星期六16:20-16:30、16:50-17:00。
- 《樓計飾》：星期日16:20-16:30、16:50-17:00。

- 《二手HOT PICK》、《生活情報》：星期五港股交易日19:20-19:30、20:00-20:20、20:50-21:00、21:20-21:30、23:20-23:30、翌日01:20-01:30、01:50-02:00、02:20-02:30、03:20-03:30、03:50-04:00、04:20-04:30、04:50-05:00、05:20-05:30、05:50-06:00、翌工作日12:20-12:30及16:50-17:00重播（即當日《now財經新聞》後、《樓市每日睇》後、翌工作日《午間股評》後及《收市檢討》後重播）

### 《citi 開市輪證直擊》
節目主持：Now財經台專題節目組記者
播放時間：逢港股交易日 星期一、三、四、五 09:25播出。

### 《國君輪證視野》
節目主持：Now財經台專題節目組記者
播放時間：逢港股交易日 星期二 09:25播出。

### 《潮玩科技》（Tech Biz）或《碳中和》（Carbon Neutral）
播放時間：（公眾假期改播新聞）
每星期四港股交易日19:20-19:30（當日20:00-20:20、20:50-21:00、21:20-21:30、23:20-23:30、翌日01:20-01:30、01:50-02:00、02:20-02:30、03:20-03:30、03:50-04:00、04:20-04:30、04:50-05:00、05:20-05:30、05:50-06:00、翌工作日12:20-12:30及16:50-17:00重播，即當日《now財經新聞》後、《樓市每日睇》後、翌工作日《午間股評》後及《收市檢討》後播出；星期六11:20-11:30、11:50-12:00、星期日09:20-09:30重播）

### 《大鳴大放》（Now Forum）
播放時間：星期六、日20:30-21:00首播，翌日01:30-02:00、03:30-04:00重播

### 《杏林在線》（Medicine Online）（半小時版）
播放時間：星期六22:30-23:00首播，星期日02:30-03:00、04:30-05:00重播。

### 《經緯線》（Now Report）
播放時間：星期日22:30-23:00首播，星期一02:30-03:00、04:30-05:00重播。星期六及日15:20-15:30、15:50-16:00及星期日07:20-07:30、07:50-08:00播出該集提要。

### 《無限速驅樂部》
由Now Sports製作之賽車資訊節目。
播放時間：星期六13:30-14:00首播，星期六及日19:30-20:00及星期日13:30-14:00重播。

## 其他節目

### now新聞節目
星期一至五公眾假期播放時間不在以下列出。
- 《now早晨》：每日06:00-09:00（星期六及日每半小時最後一節改為重播Now新聞台或財經台環節）。
- 《now午間新聞》：港股交易日12:30-12:50/13:00；星期六及日12:00-13:00。
- 《now新聞報道》：港股交易日17:00-17:20、17:30-17:50、18:00-18:20、18:30-19:00、19:30-19:50；
星期六及日09:00-12:00及13:00-18:00（13:30除外，半小時最後一節改為重播Now財經台、Now新聞台節目）、18:00-19:30、20:00-20:20、20:30-20:50、21:00-23:00。
- 《環球薈報》：港股交易日17:20-17:30、17:50-18:00、19:50-20:00。
- 《now深宵新聞》：星期六及日23:00-00:00、星期日及一00:00-02:30、03:00-04:30、05:00-06:00。
- 《氣象冷知識》：星期六17:20-17:30（由香港天文台製作）。

## now財經台主播、主持及記者

### 前任主持人／評論員
- 方奕元
- 張鷺玲
- 葉文炘
- 林燕玲
- 王冠一[註⁠ 6]
- 陳國建[註⁠ 7]
- 賴舜明
- 王載儀
- 沈嘉裕
- 蘇婉雯
- 陳子曄
- 鞠穎怡
- 林善懿
- 周駿易
- 林敏婷
- 連綽瑤
- 左文薏
- 冼敏盈
- 陳詠賢
- 思朗
- 池家丞
- 黃思行
- 丘靜雯
- 劉皓韶
- 張凱琪
- 胡瀞詩
- 呂德琳
- 陳栢僖
- 潘瑛瑛
- 黃靜妍
- 陳美茵
- 陳潁楓
- 何沛盈
- 陳凱筠
- 徐潤芝
- 曾穎妍
- 余琦琪
- 陳欣裕
- 徐蕙儀
- 李臻
- 韓安琪
- 阮智聰
- 郭希琳
- 黃凱迪
- 蔣俊傑
- 曾埸琛
- 吳天佑
- 鄧文瀚
- 徐俊逸
- 鄧樫林
- 陳嘉倩
- 鄭瑩
- 饒慧珊
- 湯芷晴
- 容靜怡
- 鍾依霖
- 黃思行
- 黃皓琳
- 丘麗怡
- 鄧嘉蔚

## 獎項
- 2017年2月13日，now財經台憑《中國你懂的》假票房報道，獲首屆恒生管理學院商業新聞獎最佳商業及企業新聞電視新聞組的金獎[參⁠ 5]。
- 2018年4月20日，now財經台憑《實戰一帶一路》英國融資篇，獲恒管商業新聞獎2017「最佳經濟及金融政策報道獎」中的影像及聲音組金獎。[參⁠ 6]。
- 2020年5月4日，now財經台憑3篇報道在第四屆恒大商業新聞獎獲以下獎項[參⁠ 7]：
  - 最佳商業財經人物專訪金獎：《理財有方》「二代啟示錄系列 – 守業？創業？」；
  - 最佳商業科技新聞報道金獎：《潮玩科技》「黑客專屬馬拉松」；
  - 最佳商業新聞系列報道銀獎：貿易戰火企業「出走」系列。

## 註解
1. ↑  如當日為非港股交易日，或因風暴或暴雨關係，當日港股上午休市，原時段會改與新聞台聯播。
2. ↑  如當日為非港股交易日，或港股因風暴或暴雨關係而下午休市，原時段會改與新聞台聯播。
3. ↑  如當日非港股交易日會改與新聞台聯播。如因風暴或暴雨關係，當日港股全日休市，節目會如常播映。
4. ↑  如因風暴或暴雨關係，當日港股全日休市，原時段會改為21:30、22:00與新聞台聯播，及深夜00:00重播《Now財經新聞》和專題節目兩次。非港股交易日會與新聞台聯播。如當日只有半日市，節目會如常播映，21:30-22:00。
5. ↑  《樓市每日睇》的官方資料指出播放時間為星期一至五21:00-21:30，但每逢港股休市都會暫停播放，實際上只會於港股交易日播放。
6. ↑  經濟專家，2011年4月22日前為now財經台評論員，並已於2012年3月2日之後結束《環球金融快線》嘉賓主持。
7. ↑  高級主播，交易時段《名家給力場》主持人。
8. ↑   註:

## 外部連結
- now.com財經主頁（页面存档备份，存于）
- now新聞台、now財經台YouTube頻道（页面存档备份，存于）